# Озеро Крейтер (национальный парк)
Национа́льный парк «О́зеро Кре́йтер», «Кре́йтер-Лейк», Национа́льный парк о́зера Кре́йтер (англ. Crater Lake National Park) — национальный парк США, расположенный в южной части штата Орегон.
Основной достопримечательностью парка является озеро Крейтер.
Парк был основан 22 мая 1902 года и явился пятым национальным парком в США. На территории парка расположена кальдера потухшего стратовулкана Мазама, в которой образовалось озеро. Наибольшая глубина озера — 597 м; оно является самым глубоким в США и девятое по глубине в мире. Края кальдеры расположены на высоте от 2100 до 2400 метров над уровнем моря, средняя высота поверхности самого озера — 1883 м. Площадь парка — 741 км². В озеро не впадают и из него не вытекают реки или ручьи. Вода озера очень часто имеет завораживающий голубой оттенок.
В национальном парке широко распространены белки, барибал, олени, рыжая рысь, канадская рысь, американская куница, койот и др.